# Desmediaperoecia irregularis
Desmediaperoecia irregularis är en mossdjursart som först beskrevs av Moyano 1983.  Desmediaperoecia irregularis ingår i släktet Desmediaperoecia och familjen Diaperoeciidae. Inga underarter finns listade i Catalogue of Life.